# Bildplatte (Speichermedium)
Als Bildplatte bezeichnet man eine Reihe von Speichertechniken, bei denen Video-Daten und zumeist auch Ton auf einer rotierenden Platte aufgezeichnet werden.

## Erste Entwicklungen
Im Jahr 1927 entwickelte der schottische Erfinder und Fernsehpionier John Logie Baird das erste elektromechanische Fernsehsystem ("Televisor"), das mit Hilfe einer Nipkow-Scheibe Bilder mit einer Auflösung von nur 30 Bildzeilen aufnehmen und wiedergeben konnte. Baird gelang es, dieses Fernsehsignal auf Schallplatten aufzuzeichnen, eine Wiedergabe von der Schallplatte war damals aber nicht möglich. Erst in den 1980er Jahren gelang es dem britischen Ingenieur Don F. McLean, Signale von diesen Schallplatten mit Hilfe von Computertechnik zu restaurieren und wieder sichtbar zu machen.

## TED-Bildplatte

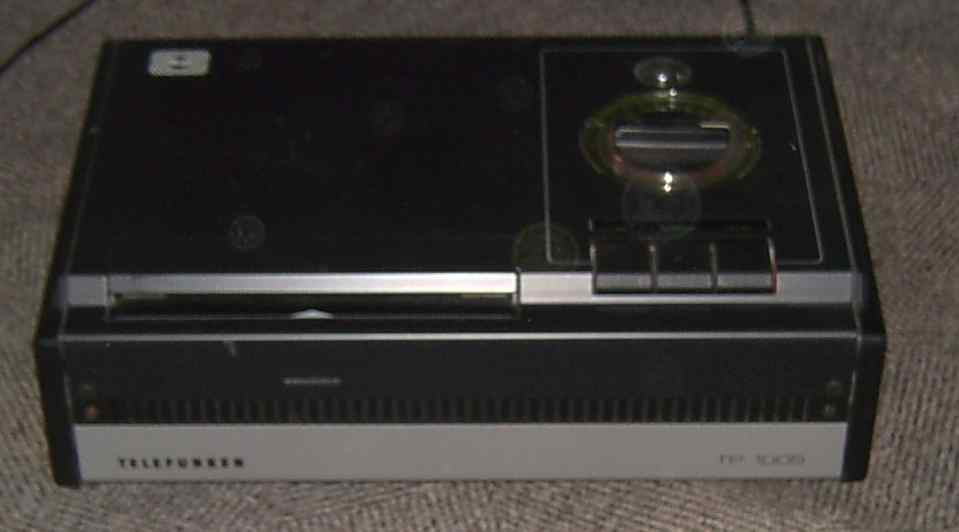
Bildplattenspieler TP1005 von Telefunken von schräg oben/vorn

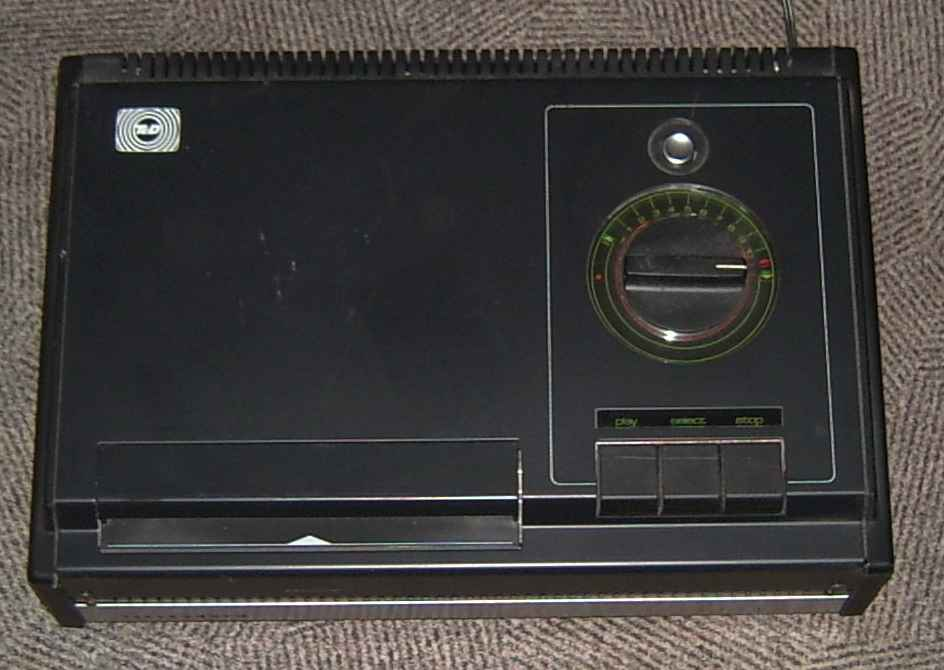
Bildplattenspieler TP1005 von oben

Die erste bekanntere Videoplatte wurde im Juni 1970 in Großbritannien und der Bundesrepublik Deutschland zusammen mit einem passenden Abspielgerät (Bildplattenspieler) vorgestellt. Die Vorstellung in der Bundesrepublik fand im AEG-Hochhaus in West-Berlin vor Pressevertretern statt. Zur Vorführung gelangte eine Aufnahme der Sängerin Manuela mit ihrem Lied Alles und noch viel mehr. Das System arbeitete nach dem TED-System (Abkürzung für „TElevision Disc“), das von einem Firmenkonsortium, bestehend aus AEG-Telefunken, Teldec und Decca, innerhalb von fünf Jahren entwickelt worden war. Zu diesem Zeitpunkt konnten nur schwarzweiße Bilder wiedergegeben werden, für das Jahr 1972 wurden aber Seriengeräte mit Farbdarstellung angekündigt.
Das einzige Lesegerät für TED-Bildplatten auf dem deutschen Markt, das TP1005 von Telefunken, wurde schließlich 1973 auf der Berliner Funkausstellung vorgestellt und kam Anfang 1975 in den Handel. Das Gerät war 46 cm breit, 16 cm hoch und 31 cm tief und hatte aufgrund seines Stahlgehäuses ein Gewicht von ca. 14 kg, was ihm den Beinamen „Flachtresor“ einbrachte.
Nachteile des TED-Systems waren neben den hohen Preisen auch die große Empfindlichkeit der Platten und die kurze Spieldauer. Nach weniger als zwei Jahren verschwand das TED-System in Deutschland wieder vom Markt.

### Technik
Die TED-Bildplatte hat einen Durchmesser von 21 cm, besteht aus einer dünnen, flexiblen Kunststofffolie in einer Schutzhülle aus Pappe und bietet Platz für etwa zehn Minuten Bild und Ton. Sie wird mit einer Diamantnadel mechanisch abgetastet und schwebt beim Abspielen auf einem Luftkissen, auf dem sie 45 Mal so schnell (1500 Umdrehungen pro Minute) wie eine herkömmliche, analoge Schallplatte rotiert. Pro Umdrehung werden zwei im CAV-Verfahren aufgezeichnete PAL-Halbbilder erfasst.

### Platten
TED-Platten wurden in Deutschland von den Firmen Decca, Institut für moderne Lehrmethoden (unter dem Markennamen „TELE-Med“), Teldec-Intertel, Telefunken, Ullstein AV, UFA-ATB und Videophon produziert. Das Gesamtprogramm umfasste die Sparten „Populäres Wissen“ (Hobby, Naturwissenschaft, Kultur, Länder und Städte, Gesundheit und Fitness), „Unterhaltung“ (Musik, Spielfilm, Cartoon, Sport), „Kinder- und Jugendprogramm“ und „Schulung/Fortbildung“ (Sprachkurse, Beruf, medizinische Fortbildung).
Beispiele für TED-Platten:
- Deutschland dreifach (erstes audiovisuelles Buch der Welt, enthielt acht Bildplatten)
- Versunkene Städte – Lebende Götter (Dokumentarfilm über die südamerikanischen Maya-Völker)
- Exotisches Tierlexikon (Tierlexikon in 26 Folgen, zwei Bildplatten enthielten eine Folge)
- Speed Racer (der erste im deutschen Fernsehen ausgestrahlte Anime)

## Videoplatte
Ab 1970 wurde im Stammwerk der Deutschen Grammophon Gesellschaft (später PolyGram) in Hannover an der Entwicklung der Video-Bildplatte gearbeitet. Mit dieser Videoplatte wurde ein neues, mit Laserstrahlabtastung arbeitendes, optisches System ("Laser Vision") vorgestellt. Die Platten entsprachen in ihrem Format der Langspiel-Schallplatte und wurden auf einer umkonstruierten Schallplatten-Tandempresse produziert.

## Laserdisc
Mit der Laserdisc stellte Philips im Jahr 1980 eine Weiterentwicklung des TED-Systems vor, die rein optisch mit Laserstrahlabtastung arbeitet. Es ist nicht mit einem digitalen Verfahren zu verwechseln. Allerdings bietet es die beste Bildqualität eines analogen Mediums. Die gespeicherten Daten befinden sich unter einer glatten Schutzschicht als winzige längliche Vertiefungen (pits) in einem dünnen Metallfilm auf dem Kunststoffträger (Platte) und sind entlang einer spiralförmigen Spur angeordnet. Auf einer Bildplatte mit 30 cm Durchmesser konnten auf jeder Seite bis zu 54.000 Standbilder oder 34 Minuten Laufbilder, aber auch eine Mischung aus beiden gespeichert werden. Diese Laserdisc ist die wohl bekannteste analoge Bildplatte.
Heute ist die Laserdisc praktisch ohne Bedeutung. Sie gilt jedoch in vielerlei Hinsicht als Vorgänger der 1982 eingeführten und damals zunächst nur für Tonaufzeichnung konzipierten Compact Disc bzw. der späteren CD-ROM.
Beispiele für Filme auf LaserDisc:
- Captain Harlock
- Flucht vom Planet der Affen
- Star Wars, Episode IV–VI
- Time Bandits
- Blues Brothers, Film von 1980 mit John Belushi und Dan Aykroyd von den originalen The Blues Brothers u. v. a. Künstlern
- Titanic, von James Cameron

und Musik:
- Der Ring des Nibelungen, Oper von Richard Wagner in der als Jahrhundertring bezeichneten Inszenierung von Patrice Chéreau mit Dirigent Pierre Boulez, Bayreuther Festspiele von 1976 bis 1980
- Tannhäuser, Oper von Richard Wagner in der Inszenierung von Götz Friedrich, Bayreuther Festspiele 1972–1978
- Der Fliegende Holländer, Oper von Richard Wagner in der Inszenierung von Harry Kupfer, Bayreuther Festspiele 1978–1980
- The Wall von Pink Floyd

## Gegenwart
Heute noch gebräuchliche Bildplatten-Formate sind vor allem:
- die auf der CD-ROM basierenden Formate Video-CD (VCD), SVCD usw.,
- die DVD, sowie

HDTV-fähige Formate:
- CD-ROMs mit gespeicherten Filmdateien mit moderner Komprimierung, z. B. DivX oder H.264, können je nach Material auch HD-Filme in Größenordnung bis zu einer Stunde speichern. Hier sind, wenn ein PC als Abspielgerät eingesetzt wird, auch anspruchsvollere Kodierungen wie z. B. das Hi10P-Profil möglich.
- die HD DVD,
- die Blu-ray Disc, sowie
- die HD-VMD als noch wenig bekannte Variante.

Die Bezeichnung „Bildplatte“ ist für die heutigen Formate eher ungebräuchlich.